# Lytta kashmirensis
Lytta kashmirensis es una especie de coleóptero de la familia Meloidae.

## Distribución geográfica
Habita en Kashmir (India).